# (34218) Padiyath
2000 QC78 (asteroide 34218) é um asteroide da cintura principal. Possui uma excentricidade de 0.17502290 e uma inclinação de 5.54952º.
Este asteroide foi descoberto no dia 24 de agosto de 2000 por LINEAR em Socorro.